# Franco di Lucca
Il franco fu la valuta usata nel Principato di Lucca e Piombino, sotto Elisa Bonaparte ed il marito Felice Baciocchi emessa tra il 1805 ed il 1808. Aveva lo stesso valore del franco francese, accanto al quale circolava, ed era diviso in 100 centesimi. Nel 1808 la lira italiana del Regno d'Italia di Napoleone sostituì il franco alla pari.

## Monete
Furono emesse le monete da 5 ed 1 franco in argento e quelle da 5 e 3 centesimi in rame.
Al dritto tutte le monete avevano i busti accollati dei principi, a destra nelle monete d'argento ed a sinistra in quelle di rame. La legenda era FELICE ED ELISA PP DI LUCCA E PIOMBINO.
Al rovescio tutte presentavano il valore scritto su due righe dentro rami d'alloro ed il millesimo in esergo. La legenda era PRINCIPATO DI LUCCA E PIOMBINO.
Le monete d'argento seguivano le caratteristiche del franco geminale ed avevano un titolo del 900/...., il peso era di 25 g per i 5 franchi e di 5 g per la moneta da un franco.